# Stade de Firminy-Vert
 (avril 2025).
Le stade de Firminy-Vert est un terrain de sport situé à Firminy dans la Loire en France.

## Historique
Le stade fut dessiné en 1954 par le Corbusier sur le site de Firminy-vert dans une ancienne carrière.
Mais les travaux ne débuteront qu'en 1966, et se finiront en 1968 avec l’achèvement des abords. Fernand Gardien et André Wogenscky achevèrent le projet d’après le plan initial après la mort de Le Corbusier en 1965. Il est classé monument historique,.

## Présentation
Dans le premier projet l’architecte prévoyait un stade de 3 000 à 5 000 places, dont 1 000 couvertes. Le stade ne fait aujourd’hui que 3 800 places dont 500 couvertes.

Vue des gradins depuis la piste.

L’accès au stade se fait par le boulevard des spectateurs qui permet d’accéder aux gradins par le haut.
Les gradins font face à l’avant à la maison de la culture et à l’arrière à l'église Saint-Pierre faisant un ensemble : le centre civique.
La mairie projette la rénovation du stade et la finition du couvrement pour arriver au projet initial de 1 000 places couvertes.